# مصطفى النكدلي
 مصطفى النكدلي  (6 يناير 1988 - 22 نوفمبر 2013) هو مصارع سوري و نجل المدرب المخضرم مطيع النكدلي. توج مصطفى بذهبية العرب وبرونزية ألعاب البحر الأبيض المتوسط 2009 وفضية آسيا. ثم انضم لصفوف الجيش السوري الحر بعد اندلاع الأزمة السورية وقُتل في في الغوطة الشرقية بريف دمشق خلال معارك بدأها مقاتلو المعارضة في مسعاهم لفتح الطريق بين زملكا والقابون وكسر الحصار عن الغوطة.

## انجازات رياضية
- بطل الجمهورية السورية بالمراكز الأولى من عام 2000 إلى عام 2009
- بطل العرب للناشئين بالمركز الأول عام 2000
- بطل العرب للشباب بالمركز الأول عام 2008
- بطل العالم العسكري للرجال بالمركز الثالث عام 2006
- برونزية ألعاب البحر الأبيض المتوسط 2009
- حاصل على المركز الرابع بالدورة الاسيويو للرجال عام 2006